# Katyň (film)
Katyň je polský film režiséra Andrzeje Wajdy z roku 2007, který pojednává o osudu obětí masakru v Katyni a jejich rodin v průběhu druhé světové války i krátce po ní.
Sovětská tajná policie NKVD v roce 1940 brutálně zavraždila kolem 22 000 především polských zajatých důstojníků ale i civilistů. Tragická událost byla dlouho provázená řadou zfalšovaných důkazů, rozporuplných faktů a nejasností. Proto byla také nazývána „Katyňská lež“. Film se snaží nalézt historickou pravdu a ukázat událost na osudech několika rodin.

## Masakr v Katyni

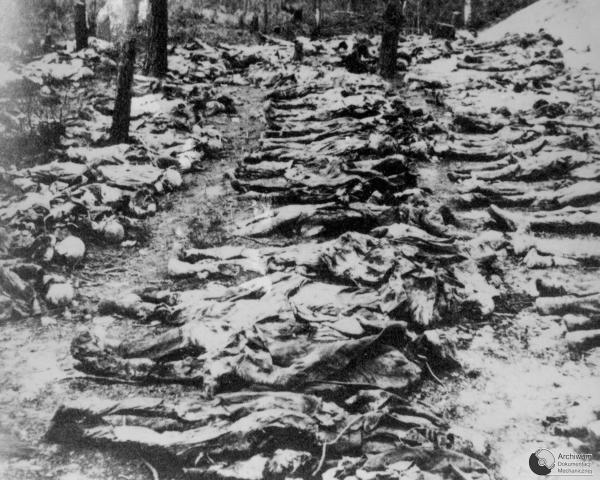
Jeden z odkrytých hromadných hrobů v Katyni

Snímek pojednává o zavraždění přibližně dvaadvaceti tisíc polských vojáků i civilistů. Roku 1939 po okupaci Polska německou a vzápětí sovětskou armádou upadla do sovětského zajetí část polské armády a mnoho civilistů, především polské inteligence. V roce 1940 vydal Stalin rozkaz nechat tyto zajatce povraždit, neboť smýšleli nepřátelsky vůči Sovětskému svazu. Zastřelením do týla a umístěním do hromadných hrobů v Katyni tak skončila velká část elity polského národa. Masakr provedla sovětská tajná policie NKVD.
V roce 1941 hromadné hroby zabitých Poláků odhalili Němci. Sověti masakr nepřiznali téměř padesát let a naopak z něj obviňovali Němce. Až v roce 1990 ruské úřady přiznaly, že vraždy polské vojenské i civilní elity Stalin skutečně nařídil.

## Film

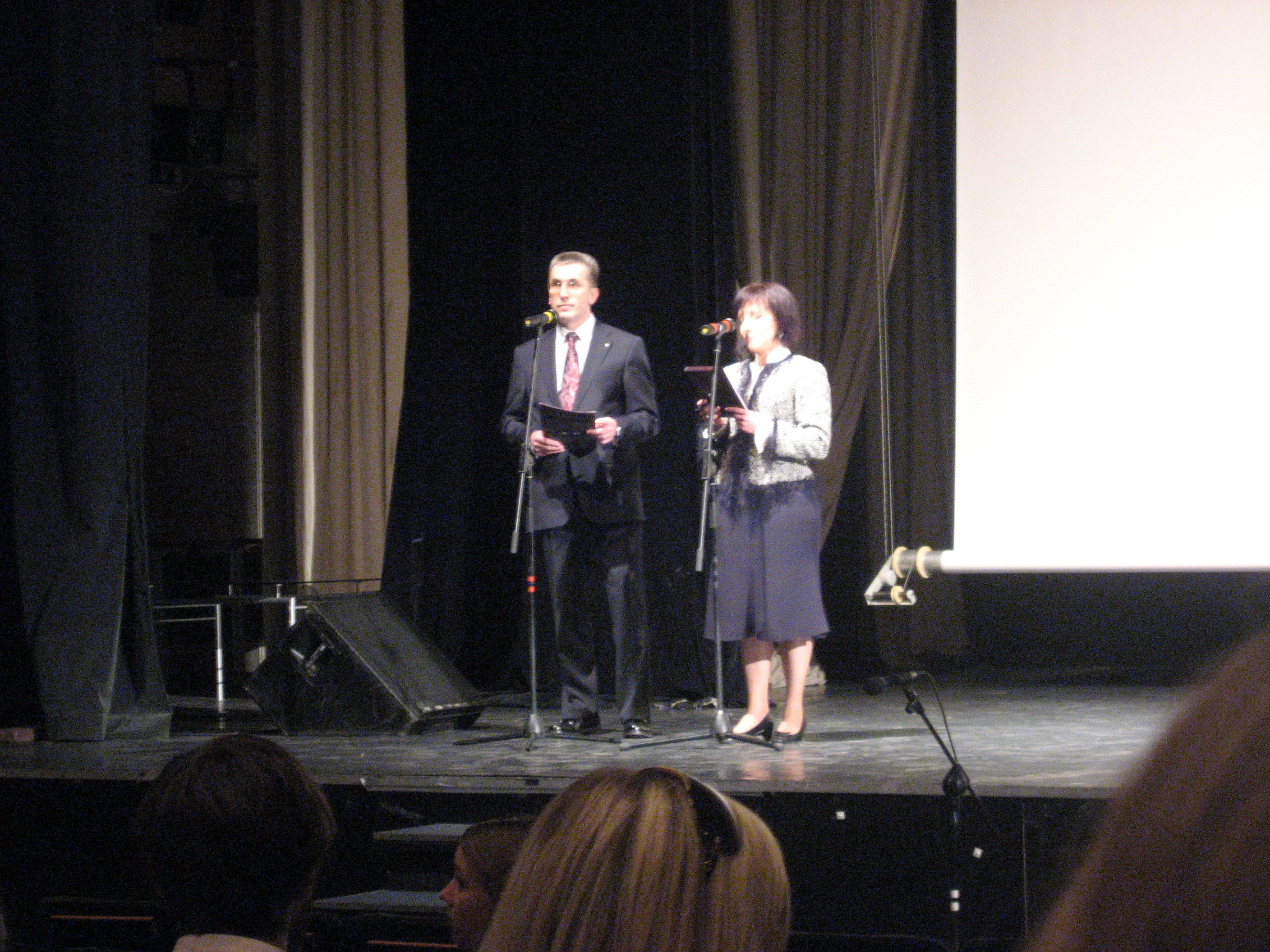
Proslov před promítáním filmu v Rize

Scénář filmu vznikl podle knihy spisovatele Adrzeje Mularczyka nazvaném Katyň: Post Mortem. Film ukazuje aktivity obou režimů, stalinského i nacistického, během čtyřicátých let dvacátého století v Polsku. Odkrývá jejich zločiny, propagandu i tresty pro ty, kdo se jim pokusili postavit.
Film začíná 17. září 1939, kdy Sovětský svaz napadl Polsko a to jenom několik dní po drtivém útoku německé armády. Celá tragédie je dokumentována na osudu manželů Jerzyho a Anny a také jejich příbuzných či přátel. Popisuje cestu zajatých polských důstojníků až k jejich masakru a zároveň líčí složité osudy a nejistotu jejich nejbližších.

## Ocenění
V Polsku Katyň získala sedm Orlů v kategorii nejlepší film, za kameru (Pawel Edelman), kostýmy (Magdalena Biedrzycká, Andrzej Szenajch), hudbu (Krzysztof Penderecki), scénografii (Magdalena Dipontová), zvuk (Jacek Hamela) a ženský herecký výkon ve vedlejší roli (Danuta Stenka).
V roce 2008 byla Katyň nominována na Oscara za nejlepší neanglicky mluvený film a získala i několik dalších cen na zahraničních festivalech.